# Дроздовиця
Дроздови́ця — село в Україні, у Городнянській міській громаді Чернігівського району Чернігівської області.
До 2017 - адміністративний центр Дроздовицької сільської ради

## Історія
Під час організованого радянською владою Голодомору 1932—1933 років померло щонайменше 123 жителі села.
12 червня 2020 року, відповідно до розпорядження Кабінету Міністрів України № 730-р від «Про визначення адміністративних центрів та затвердження територій територіальних громад Чернігівської області», село увійшло до складу Городнянської міської громади.
19 липня 2020 року, в результаті адміністративно-територіальної реформи та ліквідації Городнянського району, село увійшло до складу Чернігівського району.

## Населення
Згідно з переписом УРСР 1989 року чисельність наявного населення села становила 582 особи, з яких 258 чоловіків та 324 жінки.
За переписом населення України 2001 року в селі мешкали 453 особи.

### Мова
Розподіл населення за рідною мовою за даними перепису 2001 року:
| Мова       | Кількість | Відсоток |
| ---------- | --------- | -------- |
| українська | 441       | 97.14%   |
| російська  | 10        | 2.20%    |
| білоруська | 3         | 0.66%    |
| Усього     | 454       | 100%     |

## Відомі люди
- Назима Петро Васильович (1966—2015) — старший лейтенант, учасник російсько-української війни[7].